# Synthèse sonore soustractive
La synthèse sonore soustractive est un procédé de synthèse sonore qui consiste à générer un signal riche en harmoniques, puis à l'adoucir à l'aide de filtres fréquentiels. Ce signal est soit un signal périodique caractérisé par une hauteur et un timbre perceptible, soit un signal apériodique, issu d'une oscillation aléatoire, ce dernier sera appelé bruit.

## Description
Le signal de base est le plus souvent un signal simple, de la fréquence de la note voulue : signal carré, triangulaire, ou en dents de scie. Ces signaux bruts, étant riches en harmoniques aigues, sonnent de manière agressive.
La partie soustractive de la synthèse provient du filtrage fréquentiel qui va atténuer une partie du spectre fréquentiel du son, et donc modifier son timbre en ne conservant qu'une partie de ses harmoniques. Le plus souvent, on utilise un filtre passe-bas mais d'autres types de filtres peuvent également être utilisés : filtre passe-haut, passe-bande, coupe-bande.

## Utilisation

### Synthétiseurs

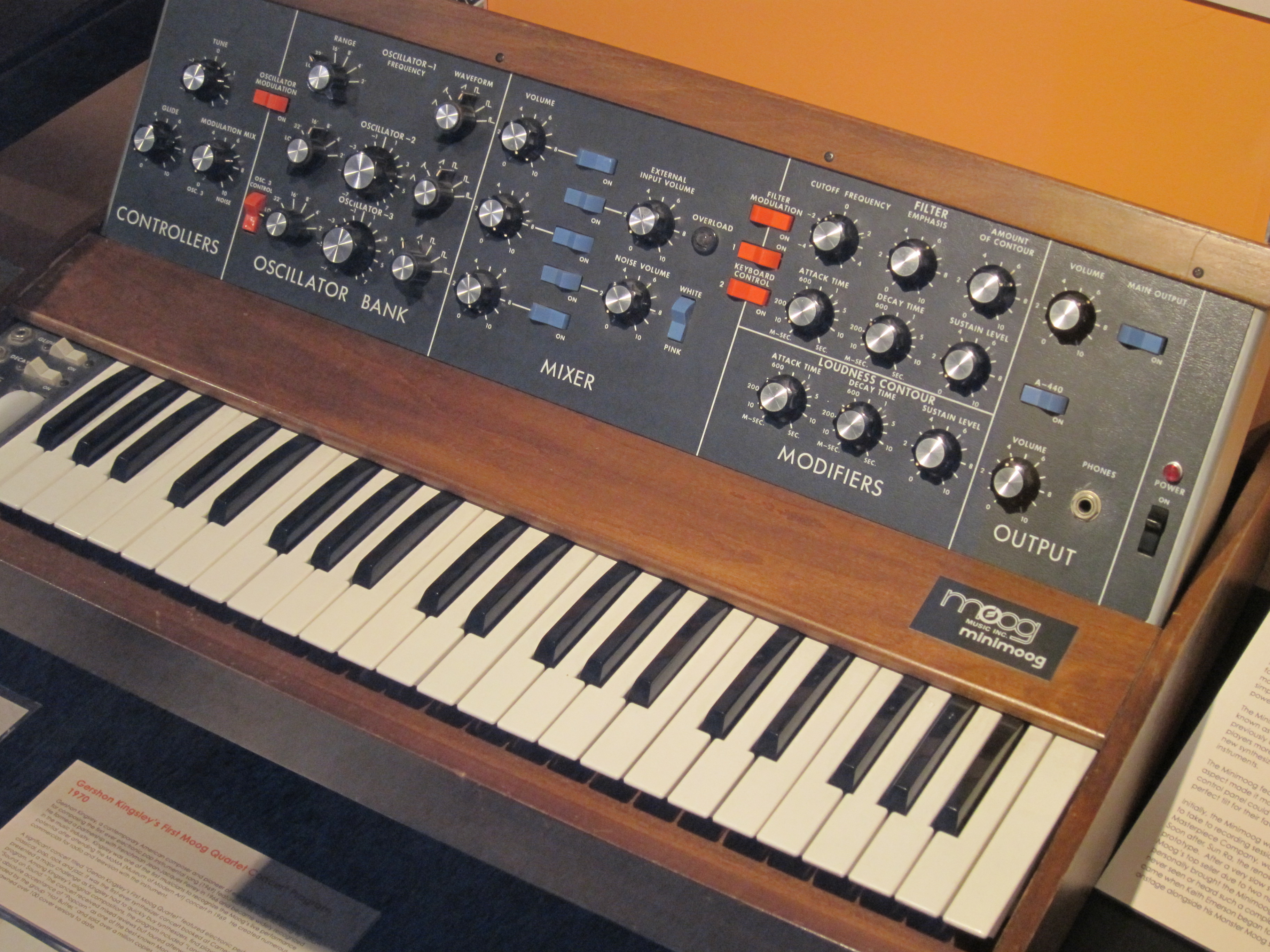
Exemple d'un synthétiseur utilisant la synthèse soustractive, le Moog Minimoog.

La synthèse soustractive est une des techniques de synthèse les plus courantes en musique électronique, et est utilisée dans de nombreux synthétiseurs, notamment les synthétiseurs analogiques, modulaires ou pré-câblés, des années 1960, 1970 et 1980.
Cette technique a été la première à s'imposer car les signaux carrés ou en dents de scie sont faciles à générer. En effet, on peut produire un signal carré en produisant un courant continu et en inversant périodiquement les bornes. De même une oscillation de relaxation génère facilement un signal en dents de scie. Enfin un filtre, module indispensable pour sculpter les formes d'ondes brutes et varier les timbres, est un montage électronique également simple à mettre en place. Le filtrage retire des harmoniques du signal, c'est une opération de soustraction, d'où le terme de « synthèse soustractive ».
Comme pour les autres types de synthèse sonore, il peut être souhaitable de faire évoluer dans le temps l'amplitude et le timbre du signal avec des enveloppes temporelles, pour donner au son un caractère percussif et riche en timbre à l'attaque (comme une note de piano) ou au contraire constant (comme un son d'orgue).

### Voix humaine
La voix humaine fonctionne sur un principe de synthèse soustractive : Les cordes vocales génèrent un son riche en harmoniques, qui est filtré par la gorge et la bouche.

### Wah-wah
L'effet wah-wah, appliqué de différentes manières suivant l'instrument de musique (guitare électrique, trompette, harmonica), est en fait le produit d'une synthèse soustractive.